# Landes
Landes é um departamento da França localizado na região Nova Aquitânia. Sua capital é a cidade de Mont-de-Marsan.